# 剝蝕節理

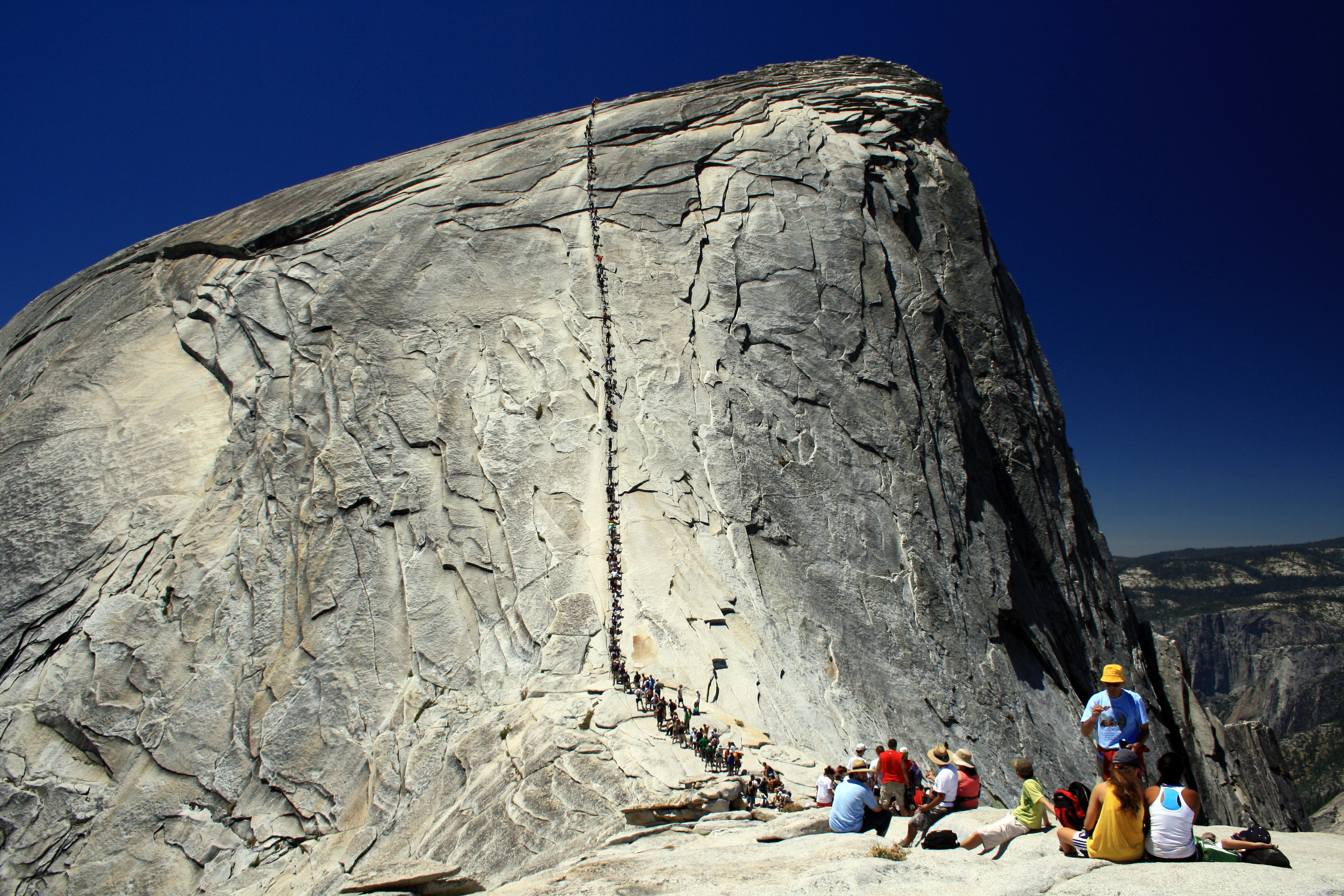
約瑟美地國家公園中的剝蝕節理

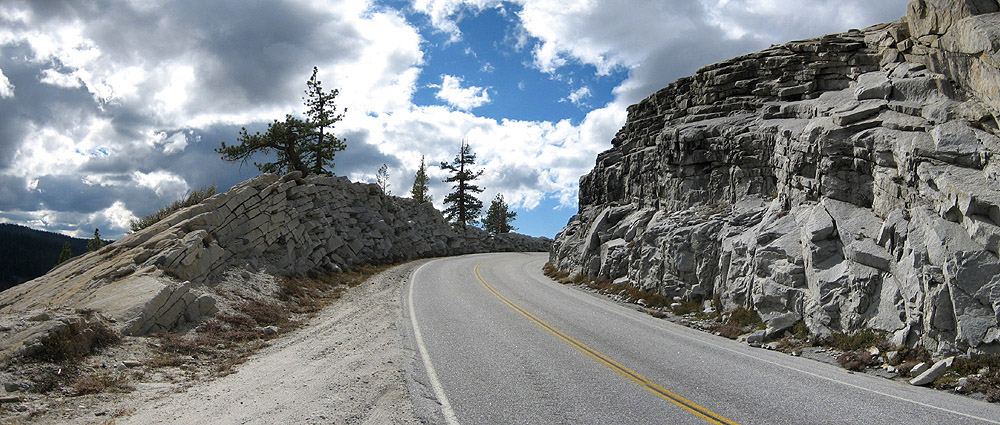
約瑟美地國家公園中的剝蝕節理（被公路分隔開）

剝蝕節理（英语：exfoliation joint或sheet joints）是一種在岩石表面平行的結構，常常導致對岩石內部的進一步侵蝕。

## 地質特點
- 通常遵循地形[1][2][3]。
- 將岩石分解為副平面[3]。
- 節理的間距隨著深度從表面附近的幾厘米增加到深處的幾米[4][5][6]。
- 目前已知最大的剝蝕節理深度約為100米[7][8][9][10]。
- 節理的縫隙是可拉伸的[11][12]。
- 發生在許多不同的岩性和氣候帶中，並非冰川景觀獨有[13][14][15]。
- 基岩通常是稀疏節理的，各向同性的，並且具有很高的抗壓強度。
- 可以具有或凹或凸的向上彎曲[16][17][18]。
- 通常與其他次生地質活動相聯繫，例如拱起、彎曲[19]。